# 트립시노겐
트립시노겐(Trypsinogen, EC 3.4.23.18/20/21/23/24/26, /ˌtrɪpˈsɪnədʒən, -ˌdʒɛn/ ) 전구체 또는 소화 효소인 트립신의 zymogen형태라고 설명된다. 췌장에 의해 생성되며 아밀라아제, 리파제 및 키모트립시노겐과 함께 췌장액에서 발견된다. 장 점막에서 발견되는 엔테로키나아제에 의해 활성화되어 트립신을 형성하고 이 트립신은 트립시노겐을 더 활성화시킨다. 트립신은 아르기닌 및 라이신과 같은 염기성 아미노산의 카르복실 측의 펩티드 결합을 절단한다.